# 北杜市長坂総合スポーツ公園
北杜市長坂総合スポーツ公園（ほくとしながさかそうごうスポーツこうえん）は山梨県北杜市にある公園および総合体育施設である。
元々は長坂町の施設であり長坂町総合スポーツ公園という名前であったが、2004年（平成16年）11月1日に市町村合併にあわせて現在の名前に変更されている。
施設は北杜市が所有し、北杜体育施設管理運営が指定管理者として運営管理を行っている。

## 施設概要
野球場
- 夜間照明あり
- 観客席:スタンド固定520席

体育館
- アリーナ面積:41m×34m
- 観客席:固定200席
- 放送室、トレーニング室あり

テニスコート
- 全天候型（硬式用）10面
- 夜間照明あり（5面分）

武道場
- 柔道場1面
- 剣道場1面

ゲートボール場
- 屋内型1面、屋外型10面

陸上競技場
- 400mトラック
- 夜間照明あり
- Jリーグ・ヴァンフォーレ甲府が2009年（平成21年）まで練習を行なっていた。

## アクセス
- 中央本線長坂駅よりタクシー5分
- 中央自動車道長坂インターチェンジより車5分